# Giovanni Berchet
Giovanni Berchet (Milano, 23 dicembre 1783 – Torino, 23 dicembre 1851) è stato un poeta, scrittore, traduttore, patriota e politico italiano, tra gli esponenti più significativi del Romanticismo in Italia di cui scrisse un influente manifesto, Lettera semiseria di Grisostomo, pubblicato nel 1816. Collaborò anche al periodico riformista Il Conciliatore.
Berchet partecipò a varie attività nazionaliste, comprese le rivoluzioni che scossero la penisola italiana nel 1821. Successivamente visse in esilio, principalmente in Gran Bretagna, fino al ritorno in Italia per prendere parte alle rivoluzioni del 1848. Tra le sue opere Il trovatore, Il romito del Cenisio e, la più famosa, I profughi di Parga scritta nel 1821.
Il manifesto Lettera semiseria presenta le traduzioni (realizzate da Berchet) di due poesie di Gottfried August Bürger come esempio di un nuovo tipo di poesia, ed esprime il pensiero dell'autore sui contenuti e sul linguaggio che possono raggiungere un nuovo pubblico, che non è più un pubblico di lettori accademici, ma la cosiddetta "terza classe", cioè la borghesia, che aspetta libri interessanti, pieni di sentimenti reali, semplici nel linguaggio, senza mitologia e modelli classici. Questo testo ha avuto un ruolo importante nel dibattito sul Romanticismo sviluppatosi in Italia, in particolare a Milano, nel secondo decennio del XIX secolo.

## Biografia
Nacque nel palazzo situato nella attuale via Cino del Duca da Federico e da Caterina Silvestri, primo di otto fratelli. Il padre era un commerciante di tessuti di Nantua in Francia.
Da giovane fu traduttore non solo di opere poetiche all'avanguardia, che esprimevano il nuovo gusto romantico, come l'ode Il bardo di Thomas Gray, ma anche di romanzi, come Il vicario di Wakefield di Oliver Goldsmith.
Nel 1816 fu l'autore del più famoso manifesto del romanticismo italiano, ovvero la Lettera semiseria di Grisostomo al suo figliolo.
Nel 1818 fece parte del gruppo che fondò Il Conciliatore, il foglio che era portavoce delle posizioni romantiche. Due anni dopo si iscrisse alla Carboneria, coltivando contemporaneamente la passione politica e quella letteraria. Partecipò ai moti repressi del 1821 e per sfuggire all'arresto fu costretto ad andare in esilio prima a Parigi, poi a Londra e infine in Belgio.
A questo periodo belga risale la sua produzione poetica: il poemetto I profughi di Parga (1821, edito nel 1823), le Romanze (1822-1824) e l'altro poemetto Le fantasie (1829). Tornato in Italia nel 1845, partecipò alle cinque giornate di Milano del 1848 e lottò con tutti i mezzi possibili per il raggiungimento dell'unità d'Italia, alla quale però non poté assistere per motivi anagrafici: dopo il fallimento della prima guerra di indipendenza e la iniziale prevalenza dell'Austria fu costretto a riparare in Piemonte. Nel 1850 si schierò con la destra storica e fu eletto al Parlamento subalpino. Morì l'anno successivo. È sepolto nel Cimitero monumentale di Torino.

## LaLettera semiseria
L'autore, che si cela dietro lo pseudonimo di Grisostomo («bocca d'oro» in greco), finge di scrivere al proprio figlio in collegio dandogli una serie di consigli letterari, il che è occasione per un'esaltazione della nuova letteratura romantica, di cui Berchet riporta come esempio la traduzione di due ballate del poeta tedesco Gottfried August Bürger, Il cacciatore feroce ed Eleonora, ispirate a leggende popolari germaniche.
Verso la fine dell'opera, Grisostomo finge di aver scherzato, ed esorta il figlio a seguire fedelmente le regole classicistiche, che espone facendone la parodia. Questa ironica ritrattazione finale giustifica l'attributo "semiseria" della lettera.
Secondo le parole del Berchet stesso, la Lettera ha come funzione principale quella di indicare come nuovo percorso compositivo la poesia popolare (e quindi romantica) al contrario di quella classica e mitologica, che fu definita dagli ambienti romantici «poesia dei morti» in quanto espressione di una poetica che non esisteva più.
Sostenendo infatti la necessità di sprovincializzare la letteratura contemporanea guardando oltre i confini dell'Italia, Berchet identificò il nuovo pubblico della letteratura romantica con il "popolo", ovvero quella parte di popolazione né troppo sofisticata e tradizionale (i "Parigini"), né eccessivamente incolta e grossolana (gli "Ottentotti").
La poesia tedesca era più vitale di quella italiana proprio perché radicata nell'anima popolare della Germania, anziché seguire modelli statici ed astratti di bellezza, che non corrispondono alla mutevole e variegata realtà dei popoli. Anche l'Italia avrebbe dovuto esprimere il proprio aspetto più vivo e identitario.
Tali idee sarebbero state riprese anche da altri autori più famosi del Berchet, quali ad esempio Giacomo Leopardi, Ugo Foscolo (nella sua ultima produzione poetica) ed Alessandro Manzoni.

## Opere
- Sul cacciatore feroce e sulla Eleonora di Goffredo Augusto Bürger. Lettera semiseria di Grisostomo al suo figliuolo, Milano, G. Bernardoni, 1816.
- Clarina e Il romito del Cenisio. Romanze due, Londra, R. Taylor, 1823.
- I profughi di Parga. Romanza, Parigi, F. Didot, 1823.
- Le fantasie. Romanza, Parigi, Delaforest, 1829.
- Opere edite e inedite, pubblicate da Francesco Cusani, Milano, Pirotta, 1863.

### Traduzioni
- T. Gray, Il bardo, Milano, 1807.
- F. Schiller, Il Visionario, traduzione dal tedesco, Milano, G.G. Destefanis, 1809.
- Oliviero Goldsmith, Il curato di Wakefield. Novella che si finge scritta da lui medesimo, traduzione dall'inglese, 2 voll., Milano, G.G. Destefanis, 1809-10.